# بواكي (ساحل العاج)
بواكي هي ثاني أكبر مدينة في كوت ديفوار، يبلغ مجموع سكان المدينة 775,300 نسمة وفق تقديرات عام 2002، تقع المدينة في الجزء الأوسط من كوت ديفوار، وتبعد حوالي 350 كلم من أبيدجان، وحوالي 100 كلم من العاصمة ياموسوكرو.

## المناخ
يظهر الجدول التالي التغييرات المناخية على مدار السنة لبواكي:
| البيانات المناخية لـبواكي                                                           | البيانات المناخية لـبواكي | البيانات المناخية لـبواكي | البيانات المناخية لـبواكي | البيانات المناخية لـبواكي | البيانات المناخية لـبواكي | البيانات المناخية لـبواكي | البيانات المناخية لـبواكي | البيانات المناخية لـبواكي | البيانات المناخية لـبواكي | البيانات المناخية لـبواكي | البيانات المناخية لـبواكي | البيانات المناخية لـبواكي | البيانات المناخية لـبواكي |
| الشهر                                                                               | يناير                     | فبراير                    | مارس                      | أبريل                     | مايو                      | يونيو                     | يوليو                     | أغسطس                     | سبتمبر                    | أكتوبر                    | نوفمبر                    | ديسمبر                    | المعدل السنوي             |
| ----------------------------------------------------------------------------------- | ------------------------- | ------------------------- | ------------------------- | ------------------------- | ------------------------- | ------------------------- | ------------------------- | ------------------------- | ------------------------- | ------------------------- | ------------------------- | ------------------------- | ------------------------- |
| متوسط درجة الحرارة الكبرى °م (°ف)                                                   | 33.0 (91.4)               | 33.5 (92.3)               | 33.8 (92.8)               | 32.7 (90.9)               | 31.0 (87.8)               | 29.9 (85.8)               | 27.8 (82.0)               | 27.7 (81.9)               | 28.5 (83.3)               | 30.1 (86.2)               | 31.3 (88.3)               | 31.7 (89.1)               | 30.9 (87.6)               |
| المتوسط اليومي °م (°ف)                                                              | 26.6 (79.9)               | 27.8 (82.0)               | 27.8 (82.0)               | 27.0 (80.6)               | 26.1 (79.0)               | 25.0 (77.0)               | 24.1 (75.4)               | 23.8 (74.8)               | 24.3 (75.7)               | 25.0 (77.0)               | 25.7 (78.3)               | 25.7 (78.3)               | 25.7 (78.3)               |
| متوسط درجة الحرارة الصغرى °م (°ف)                                                   | 20.6 (69.1)               | 21.8 (71.2)               | 22.3 (72.1)               | 22.0 (71.6)               | 21.7 (71.1)               | 21.2 (70.2)               | 20.8 (69.4)               | 20.9 (69.6)               | 21.1 (70.0)               | 21.3 (70.3)               | 21.3 (70.3)               | 20.3 (68.5)               | 21.3 (70.3)               |
| الهطول مم (إنش)                                                                     | 12.5 (0.49)               | 40.0 (1.57)               | 83.8 (3.30)               | 126.4 (4.98)              | 123.7 (4.87)              | 147.2 (5.80)              | 117.5 (4.63)              | 128.0 (5.04)              | 168.1 (6.62)              | 107.9 (4.25)              | 30.2 (1.19)               | 14.6 (0.57)               | 1٬099٫9 (43.30)           |
| ساعات سطوع الشمس الشهرية                                                            | 226.5                     | 206.6                     | 201.4                     | 194.2                     | 202.3                     | 129.7                     | 97.7                      | 90.6                      | 122.8                     | 174.0                     | 184.7                     | 188.0                     | 2٬018٫5                   |
| المصدر #1: NOAA                                                                     |                           |                           |                           |                           |                           |                           |                           |                           |                           |                           |                           |                           |                           |
| المصدر #2: Climate Charts (latitude: 07°44'N; longitude: 005°04'W; elevation: 376m) |                           |                           |                           |                           |                           |                           |                           |                           |                           |                           |                           |                           |                           |

## النقل والمواصلات
- مطار بواكي

## توأمة
لبواكي (ساحل العاج) اتفاقيات توأمة مع كل من:
- رويتلينغن
- بريشا
- فيلنوف سور لوت

## أعلام
- إبراهيم توريه
- باكاري كوني
- يوسف باكايوكو
- فابريس إيلايسي كواديو كواكو
- كولو توريه